# Keo Meas
Keo Meas (* 1926; † 1976), auch bekannt als Achar Kang, war ein kambodschanischer kommunistischer Politiker. Er wurde schon als Schüler im vierten Jahrgang am Phnom Penh Teachers Training College vom Leiter der Nordöstlichen Militärzone, Son Sichan (alias Ngo That Son), für die Indochinesische Kommunistische Partei (ICP) rekrutiert. 1950 wurde er eine führende Figur innerhalb der United Issarak Front (UIF) und in der Parteizelle der ICP für Phnom Penh.

## Tätigkeit in Kambodscha
Keo Meas war an der Neuorganisation der Parteizelle in der Hauptstadt beteiligt, nachdem diese im Juli 1952 durch Verhaftungen aufgelöst worden war. Im Dezember desselben Jahres vertrat er die UIF auf der People’s Peace Conference in Wien.
Als die kambodschanischen Mitglieder der ICP 1954 in die Revolutionäre Volkspartei der Khmer (KPRP) umgewandelt wurden, wurde Keo Meas der Führer der Zelle der neuen Partei in Phnom Penh. Nach dem Ende der Feindseligkeiten im selben Jahr war Keo Meas einer der Vertreter der UIF auf Seiten der Việt Minh der Internationalen Kontrollkommission (ICC) für die Umsetzung der Genfer Abkommen.
Um der KPRP, die im Untergrund tätig war, eine Beteiligung am normalen politischen Prozess zu ermöglichen, wurden Keo Meas, Non Suon und Penn Yuth beauftragt, eine legale Einheit der Partei zu bilden. Ende 1954 versuchten sie, die Khmer Resistance Party zu registrieren, was aber abgelehnt wurde. Anfang 1955 konnten sie sich als Krom Pracheachon („Volksgruppe“) registrieren.
Im Mai 1956 brachte Keo Meas zusammen mit Non Suon und Nop Bophann die zuvor eingestellte Pracheachon wieder als Wochenzeitung heraus.
Während einer Krise der KPRP bildete Tou Samouth eine neue 4-köpfige Parteiführung („städtisches Komitee“ benannt). Es wird angenommen, dass Keo Meas Mitglied dieses Komitees war, es gibt aber auch Quellen, die stattdessen Saloth Sar (Pol Pot) als Mitglied aufführen.
Bei den Parlamentswahlen im März 1958 wagte die Krom Pracheachon nur fünf Kandidaten aufzustellen, darunter Keo Meas in einem Wahlkreis Phnom Penhs. Im herrschenden harten politischen Klima war Keo Meas als einziger Kandidat der Krom Pracheachon in der Lage, einen wirklichen Wahlkampf zu führen. Nach offiziellen Ergebnissen erhielt er 396 Stimmen. Kurz nach der Wahl ging er in den Untergrund und verließ die Stadt. Das Sekretariat der Stadtparteieinheit Phnom Penh wurde an Saloth Sar weitergegeben.
Auf dem zweiten Kongress der KPRP 1960 wurde die Partei in Arbeiterpartei von Kampuchea umbenannt und Keo Meas in das Zentralkomitee der Partei gewählt, auf dem Parteitag 1963 jedoch wieder abberufen.

## Aufenthalt in Hanoi
In der zweiten Hälfte des Jahres 1968 begab sich Keo Meas nach Hanoi, um die Unterstützung der exilierten kommunistischen Führung beim Kampf der Partei in Kambodscha gegen das monarchistische Regime von Norodom Sihanouk zu gewinnen. Er traf sich mit dem langjährigen Führer Sơn Ngọc Minh und mit vietnamesischen Funktionären, konnte sie jedoch nicht zu einer bewaffneten Revolte gegen das Sihanouk-Regime bewegen, das die Vietnamesen als das kleinere Übel betrachteten. Es wird auch angenommen, dass Keo Meas Pol Pot bei seinen Besuchen in Hanoi und Peking im Jahr 1969 begleitete. Keo Meas organisierte die Rückkehr Pol Pots nach Kambodscha, während er selbst für einige Zeit in Hanoi blieb.
Keo Meas wurde Botschafter der Königlichen Regierung der Nationalen Einheit von Kampuchea (GRUNK, frz. für Gouvernement royal d’union nationale de Kampuchéa) in der Volksrepublik China. Im März 1972 verlor er diese Position und ging nach Hanoi zurück, wo er unter der Leitung von Ieng Thirith, der Ehefrau von Ieng Sary, für das Radio des Front d’Union Nationale du Kampuchéa (FUNK) arbeitete.

## Rückkehr nach Kambodscha und Tod
Im Mai 1975 kehrte er nach Kambodscha zurück, um im Büro des Zentralkomitees der Partei zu arbeiten. Er wurde jedoch als provietnamesisch verdächtigt und unter Hausarrest gesetzt. Am 20. September 1976 wurde er verhaftet und ins Zentralgefängnis S-21 gebracht. Selbst unter Folter beteuerte er bis zuletzt seine Unschuld. Gut einen Monat später wurde er getötet.